# Campeonato da Europa de Corta-Mato de 1998
O 5º Campeonato da Europa de Corta-Mato de 1998 foi realizado em Ferrara, na Itália no dia 13 de dezembro de 1998. Serhiy Lebid levou o título na competição masculina sênior e Paula Radcliffe venceu a corrida feminina sênior. 

## Resultados
Esses foram os resultados da prova. 

### Sênior masculino individual 9.7 km
| Posição           | Atleta               | Tempo |
| ----------------- | -------------------- | ----- |
| Medalha de ouro   | Serhiy Lebid         | 28:07 |
| Medalha de prata  | Mohammed Mourhit     | 28:08 |
| Medalha de bronze | Driss El Himer       | 28:16 |
| 4.                | Günther Weidlinger   | 28:17 |
| 5.                | Carsten Jørgensen    | 28:18 |
| 6.                | Eduardo Henriques    | 28:25 |
| 7.                | Giuliano Battocletti | 28:36 |
| 8.                | Manuel Pancorbo      | 28:40 |

A categoria contou com a presença de 79 atletas.

### Sênior masculino por equipes
| Posição           | Equipe                                                                                  | Pontos |
| ----------------- | --------------------------------------------------------------------------------------- | ------ |
| Medalha de ouro   | Itália · Giuliano Battocletti · Gabriele De Nard · Umberto Pusterla · Gennaro Di Napoli | 53     |
| Medalha de prata  | Portugal · Eduardo Henriques · Paulo Guerra · João Junqueira · José Ramos               | 55     |
| Medalha de bronze | Espanha · Manuel Pancorbo · Julio Rey · Martín Fiz · Fabián Roncero                     | 68     |
| 4.                | Reino Unido                                                                             | 91     |
| 5.                | França                                                                                  | 92     |
| 6.                | Irlanda                                                                                 | 108    |
| 7.                | Bélgica                                                                                 | 122    |
| 8.                | Países Baixos                                                                           | 126    |

13 nacionalidades participaram da prova.

### Sênior feminino individual 5.6 km
| Posição           | Atleta              | Tempo |
| ----------------- | ------------------- | ----- |
| Medalha de ouro   | Paula Radcliffe     | 18:07 |
| Medalha de prata  | Annemari Sandell    | 18:10 |
| Medalha de bronze | Olivera Jevtić      | 18:11 |
| 4.                | Fernanda Ribeiro    | 18:19 |
| 5.                | Helena Sampaio      | 18:26 |
| 6.                | Yanna Belkacem      | 18:42 |
| 7.                | Albertina Dias      | 18:46 |
| 8.                | María Luisa Larraga | 18:49 |

A categoria contou com a presença de 60 atletas.

### Sênior feminino por equipes
| Posição           | Equipe                                                         | Pontos |
| ----------------- | -------------------------------------------------------------- | ------ |
| Medalha de ouro   | Portugal · Fernanda Ribeiro · Helena Sampaio · Albertina Dias  | 16     |
| Medalha de prata  | França · Yanna Belkacem · Zahia Dahmani · Fatima Yvelain       | 25     |
| Medalha de bronze | Roménia · Cristina Iloc · Constantina Diţă · Luminiţa Gogârlea | 41     |
| 4.                | Espanha                                                        | 54     |
| 5.                | Reino Unido                                                    | 55     |
| 6.                | Alemanha                                                       | 71     |
| 7.                | Bélgica                                                        | 77     |
| 8.                | Itália                                                         | 89     |

12 nacionalidades participaram da prova.

### Júnior masculino individual 5.6 km
| Posição           | Atleta             | Tempo |
| ----------------- | ------------------ | ----- |
| Medalha de ouro   | Yousef El Nasri    | 16:50 |
| Medalha de prata  | Ovidiu Tat         | 16:51 |
| Medalha de bronze | Gareth Turnbull    | 16:55 |
| 4.                | Sam Haughian       | 16:57 |
| 5.                | Ivan Heshko        | 17:02 |
| 6.                | Mustafa Mohamed    | 17:02 |
| 7.                | Miguel Angel Pinto | 17:07 |
| 8.                | Filipe Pedro       | 17:11 |

### Júnior masculino por equipes
| Posição           | Equipe      | Pontos |
| ----------------- | ----------- | ------ |
| Medalha de ouro   | Espanha     | 28     |
| Medalha de prata  | Reino Unido | 30     |
| Medalha de bronze | Roménia     | 36     |
| 4.                | Suécia      | 45     |
| 5.                | Ucrânia     | 52     |
| 6.                | Itália      | 54     |
| 7.                | Alemanha    | 73     |
| 8.                | Portugal    | 73     |

### Júnior feminino individual 3.6 km
| Posição           | Atleta               | Tempo |
| ----------------- | -------------------- | ----- |
| Medalha de ouro   | Katalin Szentgyörgyi | 11:51 |
| Medalha de prata  | Inês Monteiro        | 11:58 |
| Medalha de bronze | Sonja Stolić         | 12:03 |
| 4.                | Sebile Sibel Özyurt  | 12:04 |
| 5.                | Tezeta Nuray Surekli | 12:09 |
| 6.                | Tinneke Boonen       | 12:19 |
| 7.                | Sonja Roman          | 12:20 |
| 8.                | Helena Volná         | 12:22 |

### Júnior feminino por equipes
| Posição           | Equipe      | Pontos |
| ----------------- | ----------- | ------ |
| Medalha de ouro   | Turquia     | 20     |
| Medalha de prata  | Bélgica     | 46     |
| Medalha de bronze | Roménia     | 49     |
| 4.                | Espanha     | 56     |
| 5.                | Portugal    | 58     |
| 6.                | Alemanha    | 58     |
| 7.                | Reino Unido | 60     |
| 8.                | Itália      | 83     |